# Sony Pictures Entertainment
Sony Pictures Entertainment Inc., i daglig tale omtalt som Sony Pictures og tidligere kendt som Columbia Pictures Entertainment, Inc., er et amerikansk diversificeret multinationalt massemedie- og underholdningsstudiekonglomerat, som producerer, erhverver og distribuerer filmunderholdning (biograffilm, tv-programmer etc.) via flere platforme. Gennem et mellemliggende holdingselskab kaldet Sony Film Holding Inc. drives det som et datterselskab af Sony Entertainment Inc., som selv er et datterselskab af det japanske holdingkonglomerat Sony Group Corporation. 
Lokaliseret i Culver City, Californien på Sony Pictures Studios' område og idet at virksomheden håndterer alle Sonys film-, tv-produktions- og distributionsenheder, inkluderes virksomheden i "The Big Five", som tæller de fem største amerikanske filmstudier. Sony Pictures er medlem af Motion Picture Association (MPA). Af Sonys mest kendte filmfranchises kan nævnes The Karate Kid, Ghostbusters, Jumanji, Men in Black, Spider-Man, Sausage Party og Sonys eget Spider-Man -univers .